# Striped Island
Striped Island (englisch für Gestreifte Insel) ist eine kleine Insel in der Prydz Bay an der Ingrid-Christensen-Küste des ostantarktischen Prinzessin-Elisabeth-Lands. Sie liegt unmittelbar nördlich des östlichen Ausläufers von Manning Island im Gebiet der Larsemann Hills.
Das Antarctic Names Committee of Australia benannte sie nach der Bänderung infolge von Faltungen im Gestein der Insel.